# Eubacterium infirmum
Eubacterium infirmum è una specie di batterio appartenente alla famiglia delle Eubacteriaceae.